# Path (canción)
«Path» es una canción estilo chelo rock, primer sencillo del álbum Cult de la banda finlandesa Apocalyptica. 
Está compuesta por las canciones “Path” y “Hall of the mountain king”, una versión de “En la gruta del rey de la montaña” del compositor Edvard Grieg.
En el 2001 fue incluido en el sencillo Path Vol. 2 y en el álbum Cult Special Edition. En estos también figura una versión interpretada por Sandra Nasic llamada Path Vol. 2.
La canción apareció en el tráiler que revela la fecha de lanzamiento del videojuego Death Stranding.